# NSB Di 1
Тепловоз NSB Di 1 — тепловоз, построенный в единственном экземпляре в 1942 году на заводе Krupp в Германии для железных дорог Норвегии.
В 1937 году Norges Statsbaner заказали компании Krupp два опытных тепловоза. Из-за Второй мировой войны выполнение заказа было отсрочено и в 1942 году был изготовлен всего один тепловоз. Он имел шестицилиндровый дизельный двигатель MAN.
Тепловоз имел всего одну кабину машиниста, поэтому требовал на конечных пунктах разворота, как и паровозы.
Тепловоз получился ненадёжным, его преследовали поломки. В 1958 году тепловоз был выведен из эксплуатации, а в 1959 году порезан на металлолом. В 1954 году его заменили в эксплуатации тепловозы Di 2 и Di 3.